# تسونیاسو اوساکی
تسونیاسو اوساکی (ژاپنی: 大崎 常喜؛ زادهٔ ۱۸ مهٔ ۱۹۷۴) یک بازیکن فوتبال اهل ژاپن است.
از باشگاه‌هایی که در آن بازی کرده‌است می‌توان به باشگاه فوتبال شیمیزو اس-پالس و باشگاه فوتبال وگالتا سندای اشاره کرد.